# 821
Cette page concerne l'année 821  du calendrier julien. Pour l'année 821 av. J.-C., voir 821 av. J.-C.
L'année 821 est une année commune qui commence un mardi.

## Événements

### Asie
- Septembre : Tahir Ier est nommé gouverneur du Khorasan par le calife Al-Mamun[1].
- Le traité de paix sino-tibétain de Chang'an reconnaît l'indépendance du Tibet. Signé après de vaines escarmouches au nord-ouest, il est renouvelé en 823. Le texte, qui fixe les limites des deux empires, est écrit en chinois et tibétain sur trois piliers à Chang'an, à la frontière tibéto-chinoise et à Lhassa[2].

### Europe
- 1er mai : assemblée générale de Nimègue qui confirme le partage de l'empire carolingien décidé en juillet 817[3].
- 12 mai : couronnement de Théophile, fils de Michel le Bègue, empereur byzantin associé. Il épouse le même jour Théodora, choisie à la suite d’un concours de beauté[4].
- 17 septembre : une charte de Louis Ier le Pieux ou le Débonnaire accorde la protection royale au moine espagnol Castellanus et à sa communauté déjà importante de l'abbaye Sainte-Marie d'Arles-sur-Tech, fondée vers 778 dans le Roussillon[5].
- 15 octobre : assemblée de Thionville. Lothaire, héritier de l'empire carolingien, épouse Ermengarde de Tours. Retour en grâce des anciens conseillers de Charlemagne, Adalhard, abbé de Corbie et son demi-frère, Wala, ancien gouverneur de Saxe[6].
- Décembre : révolte du général byzantin Thomas le Slave contre Michel II le Bègue (fin en 823). Il assiège Constantinople à deux reprises (décembre 821, printemps de 822) avec le concours du calife Al-Mamun[4].

- Échec d’une intervention des arabes d’Ifriqiya en Sardaigne[7].
- Les missi dominici de l'empire carolingien sont chargés de donner l'ordre de faire reconstruire les douze ponts sur la Seine par les habitants[8].

## Décès en 821
- 11 février : Saint Benoît d'Aniane (Wittiza).
- 18 décembre : Théodulphe, évêque d'Orléans, proche collaborateur de Charlemagne.

- Adrien d'Orléans (°v. 760), comte d'Orléans, comte palatin.
- Cenwulf, roi de Mercie.
- Ecgberht, évêque de Lindisfarne.